# ナンシー・ハミルトン

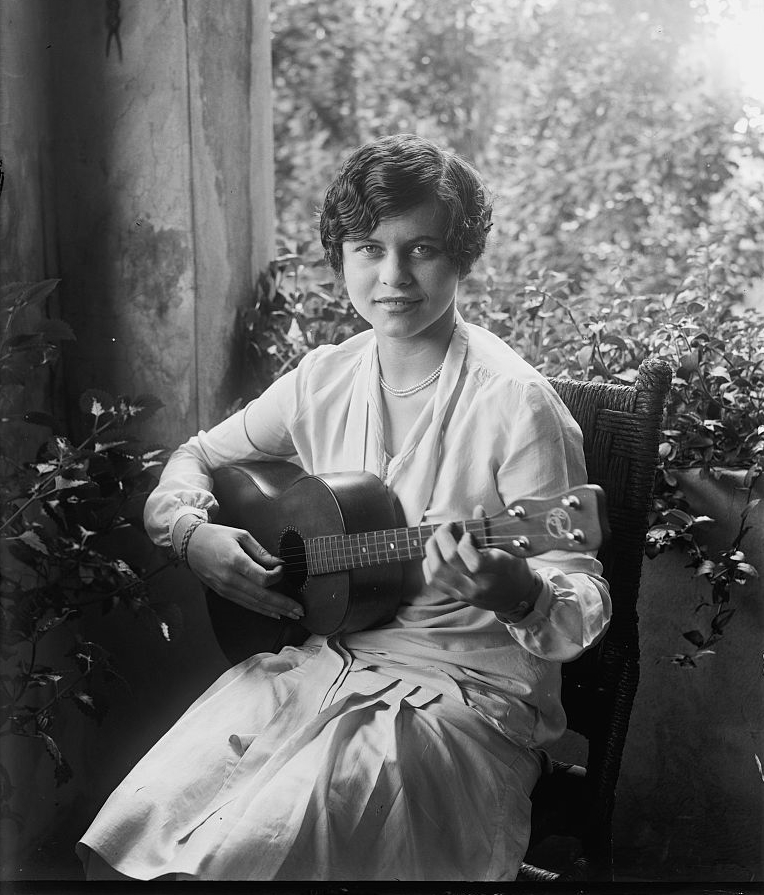
Nancy Hamilton

ナンシー・ハミルトン（Nancy Hamilton、1908年7月27日 - 1985年2月18日）は、アメリカ合衆国の女優、劇作家、作詞家、映画監督、プロデューサー。

## 生い立ちと教育
ナンシー・ハミルトンは、1908年7月27日に、ペンシルベニア州セウィックリーで、父チャールズ・リー・ハミルトン (Charles Lee Hamilton) と母マーガレット・ミラー・マーシャル (Margaret Miller Marshall) の娘として生まれた。セウィックリーのミス・ディキンソンズ・スクール (Miss Dickinson's School)、パリのソルボンヌに学んだ後、1930年にスミス大学からB.A.を得た。
スミス大学では演劇活動に参加し、4年生のときには大学の演劇連合 (Dramatic Association) の会長を務めた。また自作し演出もした熱帯風のレビュー『And So On』が、ちょっとしたスキャンダルとなった。ビリー・J・ハービン (Billy J. Harbin)、キム・マラ (Kim Marra)、ロバート・A・シャンク (Robert A. Schanke) の共著『The Gay & Lesbian Theatrical Legacy: A Biographical Dictionary of Major Figures in American Stage History in the Pre-Stonewall Era』には、「彼女（ハミルトン）はこの女子大学の学長から特別な許可を得てこのショーのオーケストラに男性を雇い入れた。初演の夜、観衆を騒然とさせたのは、ハミルトンが舞台上の場面にたくさんの男性を登場させたことであった (She [Hamilton] had received special permission from the president of this women's college to hire men to play in the show's orchestra. On opening night the audience was scandalized when it was discovered that Hamilton had incorporated many of the men into onstage scenes.)」とある:180

## 経歴
ピッツバーグやニュージャージー州モントクレアで、アマチュアの女優、プロデューサーとして活動した後、1932年にニューヨークへ移り住んだ彼女は、大きなアパートを借りて、たくさんの女友達と同居した。短期間、スターンズ百貨店で働き、次いでRKO映画に移って、ヴォードヴィル作品の観衆の反応を調査して報告する仕事に就いた。
ニューヨークの演劇界におけるハミルトンの最初の仕事は、『The Warrior's Husband』におけるキャサリン・ヘプバーンのアンダースタディ（代役）であった:180。
ブロードウェイでのデビューは、1934年の『New Faces』で、この作品には出演しただけでなく、作中の曲の多くの作詞を手がけた。この作品の終演後、彼女は劇作に専念した。ローズメリー・ケイシー (Rosemary Casey)、ジェームズ・シュート (James Shute) と合作した『Return Engagement』は、後に『婚約リレー (Fools for Scandal)』として映画化された。その後、2年間ほど喜劇女優ベアトリス・リリー、フレッド・アステア、ロイス・ロングらのラジオ台本を書き、『Stage Magazine』誌や『ハーパーズ バザー』誌に記事や詩文を寄稿した。
彼女は1930年代に盛んだったミュージカルのジャンルであるレビューで、3本の成功したブロードウェイ作品を生み出した。1939年の『One for The Money』は132回、1940年の『Two for the Show』は124回、1946年の『Three to Make Ready』は 323回の公演を重ねた。これら一連のレビューからは、アルフレッド・ドレイク、キーナン・ウィン、ジーン・ケリー、ベティ・ハットン、イヴ・アーデン、レイ・ボルジャーらが世に出た。
リンダ・ダール (Linda Dahl) は、著書『Stormy Weather: The Music and Lives of a Century of Jazzwomen』に、ハミルトンの言葉として「ショーを実現する唯一の方法は、ショーを書くことだ (The only way to get a show is to write a show)」を引用している。さらにダールは、「彼女が書いた一連のレビューは、多数の才能ある、無名だった後年のスターたちを、シックなニューヨークの観衆の前に引き出した (The revues she wrote, chock-full of talented unknowns who later became stars, pulled in chic New York audiences)」とも述べている。
ハミルトンが最もよく知られているのは、おそらくポピュラー楽曲「ハウ・ハイ・ザ・ムーン (How High the Moon)」の作詞者としてであろう。
1945年、彼女はアメリカ合衆国の慰問団 (the American Theater Wing War Players) の一員としてフランス、イタリア、ベルギー、オランダの戦地を回った。1950年代半ばには、キャサリン・コーネルが語りを担当し、ヘレン・ケラーの生涯を描いたドキュメンタリー『ヘレンケラー物語 (Helen Keller In Her Story)』の制作にあたった

## 私生活
ハミルトンは、伝説的女優キャサリン・コーネルの生涯を通したパートナーであった。

## 死
ハミルトンは、長い闘病の末、1985年2月18日にニューヨークで死去した。

## 受賞
1955年、ハミルトンは1954年の映画『ヘレンケラー物語』によって第28回アカデミー賞で長編ドキュメンタリー映画賞を受賞し、この賞を受けた最初の女性となった。この作品は2006年に、アカデミー・フィルム・アーカイブによって修復された。